# 中尾小六
中尾 小六（なかお ころく、1889年（明治22年）8月7日 - 1984年（昭和59年）9月2日）は、大日本帝国陸軍軍人。最終階級は陸軍少将。

## 経歴・人物
福岡県出身。1909年（明治42年）福岡県立中学修猷館を経て、1912年（明治45年）5月陸軍士官学校第24期卒業。
1939年（昭和14年）3月大佐に累進し、朝鮮軍高級副官となる。同年8月、ノモンハン事件において、戦傷を負い自決した酒井美喜雄に代わり、歩兵第72連隊長となる。1942年（昭和17年）8月奉天兵事部長を経て、1944年（昭和19年）5月第9野戦補充隊長に就任。
同年8月少将に進み、1945年（昭和20年）2月、第9野戦補充隊を改編した独立混成第84旅団長となり、九江で終戦を迎えた。
1948年（昭和23年）1月31日、公職追放仮指定を受けた。